# Classics • Remixed
Classics • Remixed — сборный альбом немецкой электронной группы The Twins, выпущенный в 1992 году. В него вошли ремиксы всех крупнейших хитов коллектива.

## Список композиций
1. Desert Place (6:10)
2. Love In The Dark (4:26)
3. Ballet Dancer (3:24)
4. A Wild Romance (4:53)
5. Face To Face – Heart To Heart (4:42)
6. Not The Loving Kind (3:55)
7. Love System (4:16)
8. Heaven In Your Smile (4:57)
9. Facts Of Love (3:51)
10. Between The Woman And You (6:10)

## Синглы
Из альбома были выпущены синглы: «Not The Loving Kind (remix)» и «Ballet Dancer (remix)».

## Дополнительная информация
Этот альбом представляет собой компиляцию ремиксов главных хитов The Twins. Композиции были адаптированы к современному музыкальному звучанию того времени, при этом сохранив верность оригинальным версиям.
Альбом вышел спустя шесть лет после последнего студийного альбома The Twins — Hold On To Your Dreams. Ожидалось, что он привлечёт лишь немногочисленных оставшихся поклонников, однако релиз неожиданно стал популярным — к удивлению как лейбла, так и самих участников группы. Вдохновлённые этим успехом, они незамедлительно приступили к записи нового материала, и уже на следующий год выпустили альбом The Impossible Dream.